# Кузьминки (станция метро)
«Кузьми́нки» — станция Московского метрополитена. Расположена на Таганско-Краснопресненской линии между станциями «Текстильщики» и «Рязанский проспект» на территории одноимённого района, по которому получила название.

## История и происхождение названия
Станция открыта 31 декабря 1966 года в составе участка «Таганская» — «Ждановская», после ввода в эксплуатацию которого в Московском метрополитене стало 82 станции. Первоначально станцию планировалось назвать «Новые Кузьминки» по аналогии с недавно открытой в то время станцией «Новые Черёмушки» на Калужском радиусе метро, так как располагалась в районе массовой («хрущёвской») застройки. Но перед самым запуском было принято решение упростить название на «Кузьминки» во избежание географической путаницы с другим районом однотипной массовой жилой застройки. В проекте станция носила название «Кузьминская». Название станции, в свою очередь, происходит от одноимённого района и располагающейся неподалёку усадьбы XVIII века Влахернское-Кузьминки.

## Вестибюли
Станция имеет два выхода в подземные переходы под Волгоградским проспектом: восточный — на пересечении проспекта с Зеленодольской улицей и западный — к улицам Маршала Чуйкова и Жигулёвская. К западному вестибюлю с платформы ведёт лестница, к восточному — лестница и эскалаторы.

## Станция в цифрах
«Кузьминки» — колонная трёхпролётная станция мелкого заложения (глубина — 8 метров). На платформе расположено два ряда железобетонных колонн (по 40 штук в каждом ряду, шаг — 4 метра).
Код станции — 112. В марте 2002 года пассажиропоток по входу составлял 116 100 человек в сутки.
Станция является одной из самых загруженных в Московском метрополитене. До середины 2017 года, с целью немного разгрузить станцию, в утренние часы пик на неё каждые 10 минут пускали из депо пустые поезда, проезжавшие станции «Выхино» и «Рязанский проспект» без остановок.
- Таблица времени прохождения первого поезда через станцию[1]:

| По чётным числам                       | Будние дни | Выходные дни |
| По нечётным числам                     | Будние дни | Выходные дни |
| В сторону станции «Рязанский проспект» | 06:05:00   | 06:05:00     |
| В сторону станции «Рязанский проспект» | 06:02:00   | 06:03:00     |
| В сторону станции «Текстильщики»       | 05:38:00   | 05:38:00     |
| В сторону станции «Текстильщики»       | 05:38:00   | 05:38:00     |

## Оформление
Архитекторами станции являются Л. А. Шагурина и М. Н. Корнеева, инженер-конструктор — Н. А. Шмитова. Построена по типовому проекту. Колонны станции облицованы белым мрамором, а пол выложен серым и красным гранитом. Путевые стены отделаны алюминиевым сайдингом. Стены украшены литыми барельефами с изображениями лесных животных, выполненными художником Г. Г. Дервизом. До закончившегося в 2008 году ремонта путевые стены были отделаны кремовой и красно-коричневой глазурованной керамической плиткой. В ходе этого ремонта также были отреставрированы барельефы.

## Наземный общественный транспорт

### Городской
На этой станции можно пересесть на следующие маршруты городского пассажирского транспорта:
- Автобусы: м79, 115, 334, 429, 443, 471, 491, 551, 551к, 655, 658, с711, 713, 731, 796, с799, Вк, Вч, т74, н5

### Областной
На этой же станции можно пересесть на областные автобусные маршруты:

517к, 558к, 595к, 979, 1211к, 1216, 1266к

## Фотографии
| - Путевая стена (старое оформление). 4 декабря 2007 года. - Путевая стена (новое оформление). 4 декабря 2007 года. - Прибытие поезда. 2010 год. - Служебная лестница в центре зала |